# 746 Marlu
746 Marlu è un asteroide della fascia principale del diametro medio di circa 69,75 km. Scoperto nel 1913, presenta un'orbita caratterizzata da un semiasse maggiore pari a 3,1034682 UA e da un'eccentricità di 0,2412858, inclinata di 17,51599° rispetto all'eclittica.
Il suo nome è in onore della figlia dello scopritore, Marie-Louise Kaiser.